# Priobretionka
Priobretionka (en rus: Приобретёнка) és un poble (un possiólok) de l'óblast de Vorónej, a Rússia, segons el cens del 2010 no tenia cap habitant.